# Don't Stop (Rockets)
Don't Stop è il decimo album studio dei Rockets del 2003.

## Tracce
1. Don't Stop – 3:49
2. Rockets Land – 3:48
3. One Day – 4:53
4. On The Road Again (remix) – 6:00
5. Communication – 4:54
6. Electric Delight (remix) – 4:09
7. Endless Blue – 4:32
8. Galactica (remix) – 5:10
9. Astral World (remix) – 5:44
10. Moon Walk – 3:50

## Formazione
- Fabrice Quagliotti - tastiere
- Little B. - batteria
- Matt Rossato - chitarra
- Luca Bestetti - voce